# Unione dei Liberali e di Centro
L'Unione dei Liberali e di Centro (in lituano: Liberalų ir Centro Sąjunga - LiCS) è stato un partito politico lituano di orientamento liberaldemocratico affermatosi nel 2003 dalla confluenza fra tre distinti soggetti politici:
- Unione dei Liberali di Lituania (Lietuvos Liberalų Sąjunga - LLS), fondato nel 1990;
- Unione di Centro di Lituania (Lietuvos Centro Sąjunga - LCS), fondato nel 1993;
- Unione dei Democratici Cristiani Moderni (Moderniųjų Krikščionių Demokratų Sąjunga - MKDS).

Nel 2014 il partito ha dato luogo, con Rinascita e Prospettiva della Patria (Tėvynės atgimimas ir perspektyva- TAIP), ad una nuova formazione politica, l'Unione della Libertà di Lituania (Liberali) (Lietuvos laisvės sąjunga (liberalai)).

## Storia
Il partito si presenta per la prima volta in occasione delle elezioni europee del 2004, quando ottiene l'11,2% dei voti e due seggi. Alle successive elezioni parlamentari del 2004, scende al 9,1% dei voti con 18 deputati. In un primo momento il partito si trova all'opposizione del governo di centro-sinistra sostenuto da Partito del Lavoro, Partito Socialdemocratico di Lituania e Nuova Unione; in seguito, nel 2006, forma un nuovo governo con i socialdemocratici e l'Unione Popolare dei Contadini di Lituania.
Alle elezioni parlamentari del 2008, LiCS ottiene il 5,4% dei voti e 5 seggi. I centristi entrano a far parte del nuovo governo guidato da Andrius Kubilius, sostenuto da Unione della Patria - Democratici Cristiani di Lituania,  Partito di Rinascita Nazionale e Movimento dei Liberali della Repubblica di Lituania.

## Risultati elettorali
| Elezione          | Voti    | %     | Seggi    |
| ----------------- | ------- | ----- | -------- |
| Europee 2004      | 135.601 | 11,23 | 2 / 13   |
| Parlamentari 2004 | 109.872 | 9,19  | 18 / 141 |
| Parlamentari 2008 | 66.078  | 5,34  | 8 / 141  |
| Europee 2009      | 19.105  | 3,38  | 0 / 12   |
| Parlamentari 2012 | 28.263  | 2,15  | 0 / 140  |
| Europee 2014      | 16.927  | 1,48  | 0 / 11   |